# Schormühle
Schormühle (fränkisch: Schoamühl) ist ein Gemeindeteil der Gemeinde Dietersheim im Landkreis Neustadt an der Aisch-Bad Windsheim (Mittelfranken, Bayern). Schormühle liegt in der Gemarkung Altheim.

## Geografie
Die Einöde liegt an der Aisch. 0,25 km südwestlich des Ortes liegt die Flur Im Oberen Ried. Ein Anliegerweg führt nach Dottenheim zur Bundesstraße 470 (0,25 km südöstlich).

## Geschichte
Der Ort wurde 1464 erstmals namentlich erwähnt. Das Bestimmungswort des Ortsnamens ist der Familienname Schorn.
Gegen Ende des 18. Jahrhunderts gehörte die Schormühle zur Realgemeinde Altheim. Die Mühle hatte das brandenburg-bayreuthische Vogtamt Altheim als Grundherrn. Unter der preußischen Verwaltung (1792–1806) des Fürstentums Bayreuth erhielt die Schormühle die Hausnummer 25 des Ortes Altheim.
Von 1797 bis 1810 unterstand der Ort dem Justizamt Külsheim und Kammeramt Ipsheim. Im Rahmen des Gemeindeedikts wurde Schormühle dem 1811 gebildeten Steuerdistrikt Altheim und der 1817 gebildeten Ruralgemeinde Altheim zugeordnet. Am 1. Juli 1972 wurde Altheim im Zuge der Gebietsreform in Bayern nach Dietersheim eingemeindet.

### Ehemalige Baudenkmäler
- Mühlengebäude
- Fachwerkscheune

### Einwohnerentwicklung
| Jahr      | 001836 | 001840 | 001861 | 001871 | 001885 | 001900 | 001925 | 001950 | 001961 | 001970 | 001987 |
| Einwohner | 8      | 8      | 7      | 4      | 7      | 4      | 5      | 8      | 4      | 2      | 3      |
| Häuser    | 1      | 1      |        |        | 1      | 1      | 1      | 1      | 1      |        | 1      |
| Quelle    | [ 12 ] | [ 13 ] | [ 14 ] | [ 15 ] | [ 16 ] | [ 17 ] | [ 18 ] | [ 19 ] | [ 20 ] | [ 21 ] | [ 1 ]  |

## Religion
Der Ort ist seit der Reformation evangelisch-lutherisch geprägt und bis heute nach St. Maria, Simon und Judas (Altheim) gepfarrt.